# Bjørn Halvorsen
Bjørn Erik Halvorsen (9 luglio 1951) è un ex calciatore norvegese, di ruolo centrocampista.

## Carriera
Proveniente dal Vestfossen, Halvorsen ha giocato con la maglia dello Strømsgodset dal 1973 al 1977. Con questa squadra ha vinto il Norgesmesterskapet 1973. In virtù di questo successo, lo Strømsgodset ha partecipato alla successiva edizione della Coppa delle Coppe, in cui Halvorsen ha giocato due partite. A queste si sono sommate le due presenze nella Coppa UEFA 1973-1974.